# Chlamydonia dzumacensis
Chlamydonia dzumacensis är en skalbaggsart som beskrevs av Michael S. Caterino 2006. Chlamydonia dzumacensis ingår i släktet Chlamydonia och familjen stumpbaggar. Inga underarter finns listade i Catalogue of Life.